# Guadalupe (Antioquia)
Guadalupe – miasto w Kolumbii, w departamencie Antioquia.